# Oreoluwa Cherebin
Oreoluwa Cherebin, född 24 december 1997, är en grenadisk simmare.
Cherebin tävlade för Grenada vid olympiska sommarspelen 2016 i Rio de Janeiro, där hon blev utslagen i försöksheatet på 100 meter fjärilsim.